# Sascha Raabe

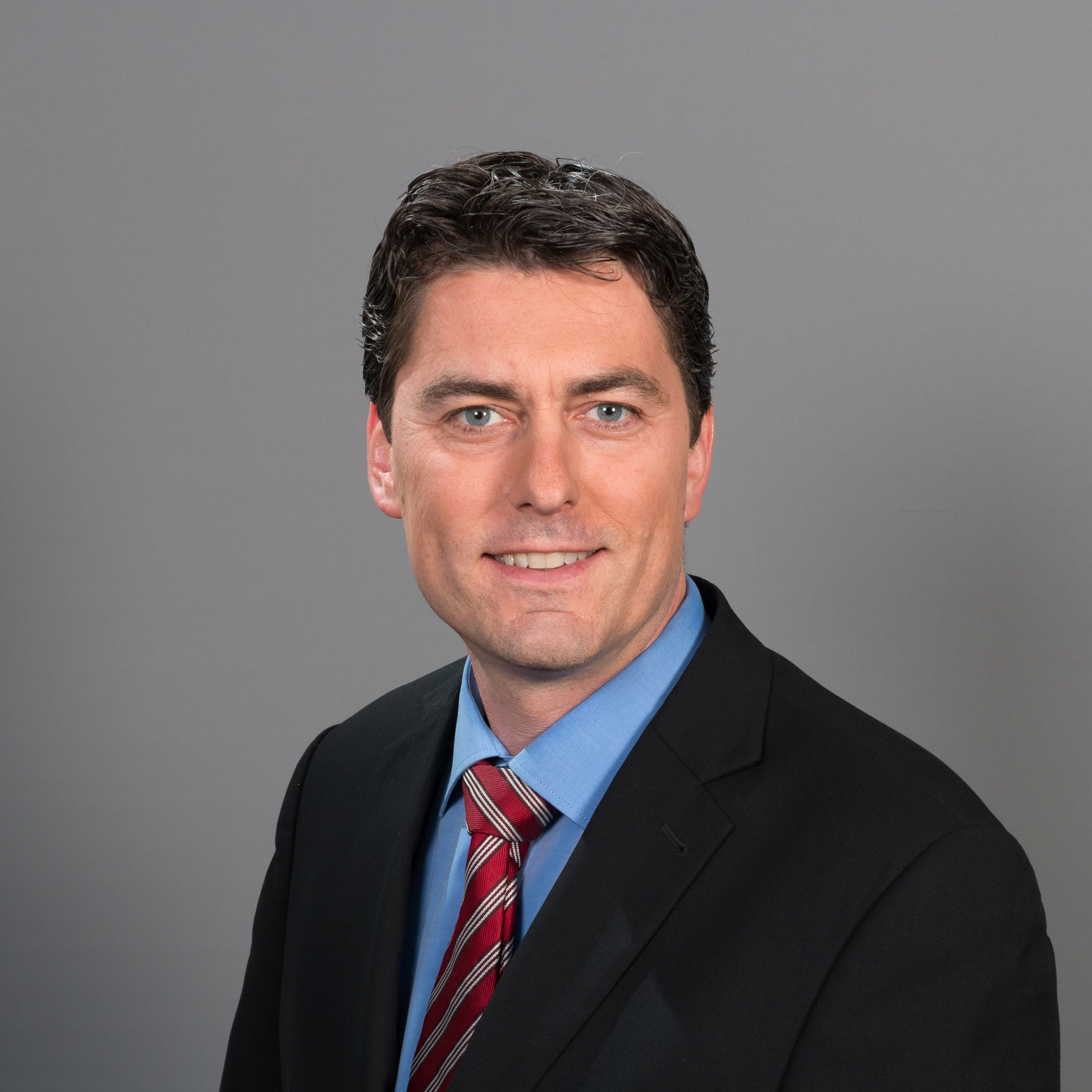
Sascha Raabe (2014)

Sascha Markus Raabe (* 10. Juni 1968 in Frankfurt am Main) ist ein deutscher Politiker (SPD).

## Ausbildung und Beruf
Nach dem Abitur 1987 an der Gesamtschule Freigericht leistete Raabe den Zivildienst ab und begann anschließend 1989 ein Studium der Politischen Wissenschaften an der Johann Wolfgang Goethe-Universität Frankfurt, welches er 1994 mit der Promotion zum Dr. phil. mit der Arbeit Militär und Ökologie – die ökologischen Auswirkungen der militärischen Infrastruktur und Aktivitäten in der Bundesrepublik Deutschland am Fallbeispiel der Region Main-Kinzig, Osthessen beendete. Anschließend studierte er bis 1996 an der Universität Frankfurt Rechtswissenschaft und war daneben von 1995 bis 1996 wissenschaftlicher Mitarbeiter des Bundestagsabgeordneten Bernd Reuter. Seit 2024 ist er als Berater für den Generaldirektor der Organisation der Vereinten Nationen für industrielle Entwicklung Gerd Müller tätig.

## Politische Tätigkeit

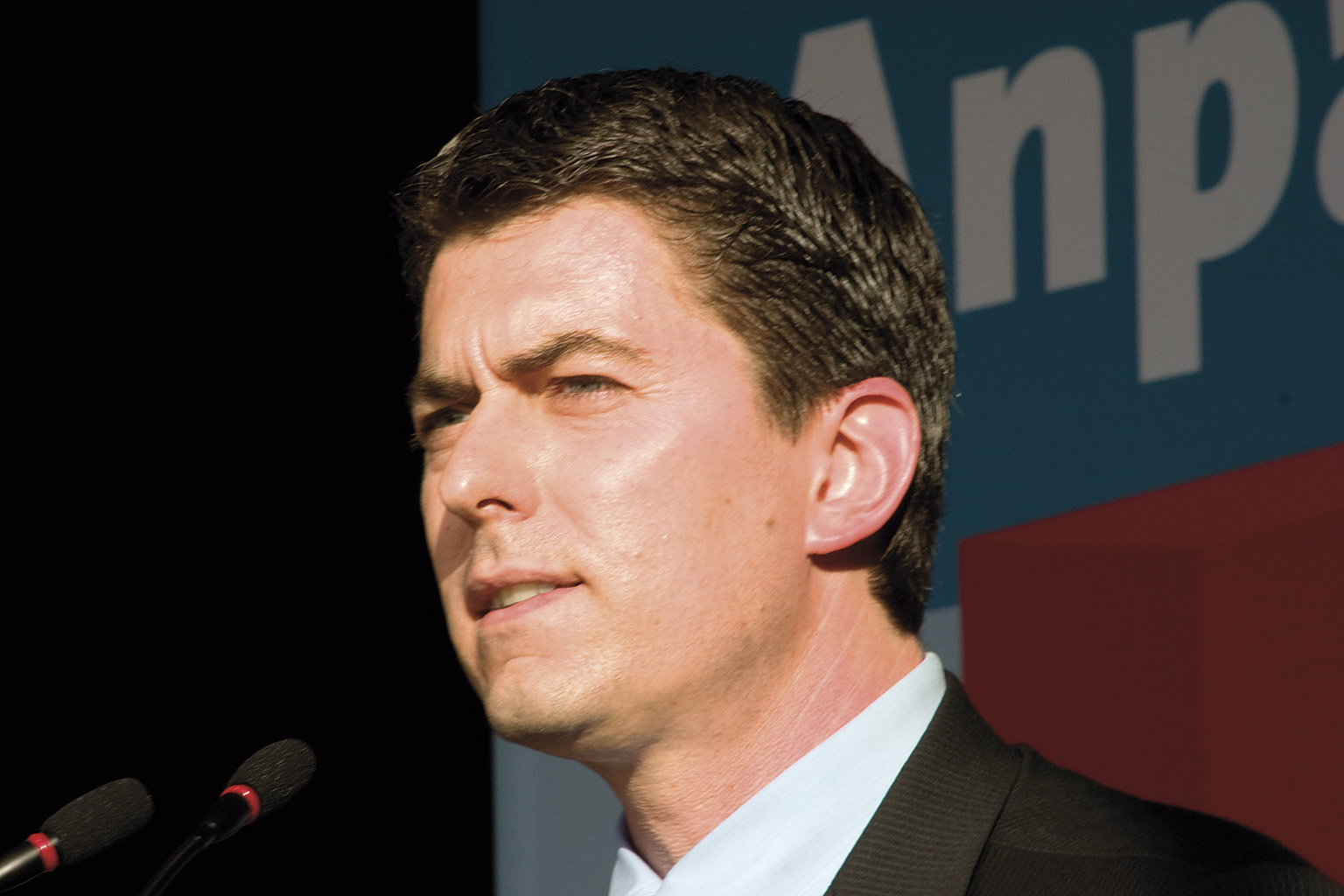
Sascha Raabe (2009)

Raabe trat 1990 in die SPD ein. Von 1996 bis 2002 war Raabe hauptamtlicher Bürgermeister der Gemeinde Rodenbach bei Hanau. Von 2002 bis 2021 war er Mitglied des Deutschen Bundestages. Er war von Oktober 2002 bis Oktober 2005 zunächst stellvertretender Sprecher und war von Oktober 2005 bis Januar 2014 Sprecher der Arbeitsgruppe Wirtschaftliche Zusammenarbeit und Entwicklung der SPD-Bundestagsfraktion. Nach der Wahl 2013 kandidierte er nicht mehr als Sprecher, weil er die im Koalitionsvertrag von CDU/CSU und SPD vereinbarten Mittel für die Entwicklungszusammenarbeit als nicht ausreichend ansah. Von März 2020 bis Oktober 2021 war Sascha Raabe erneut Sprecher für wirtschaftliche Zusammenarbeit und Entwicklung der SPD-Bundestagsfraktion.
Raabe war Mitglied im Ausschuss für Wirtschaftliche Zusammenarbeit und Entwicklung sowie des Unterausschusses „Vereinte Nationen, internationale Organisationen und Globalisierung“ des Deutschen Bundestages. Er war stellvertretendes Mitglied im Ausschuss für Wirtschaft und Energie und stellvertretender Vorsitzender der Deutsch-Mittelamerikanischen Parlamentariergruppe. Darüber hinaus war Raabe ständiger Bevollmächtigter der SPD-Bundestagsfraktion bei der Welthungerhilfe, Mitglied im „Forum eine Welt“ der SPD, sowie Mitglied im Beirat des deutschen Evaluierungsinstituts der Entwicklungszusammenarbeit (DEval). Nach der umstrittenen Berufung von Gabriela Büssemaker ins BMZ erstattete Raabe 2012 Strafanzeige gegen Entwicklungsminister Dirk Niebel wegen des Verdachts auf Untreue. Die Staatsanwaltschaft sah jedoch von einem Ermittlungsverfahren ab.
Sascha Raabe zog 2002 und 2005 als direkt gewählter Abgeordneter des Wahlkreises Hanau in den Bundestag ein. 2009, 2013 und 2017 erhielt Raabe sein Mandat jeweils über die Landesliste. Im Juni 2018 kündigte er aus persönlichen Gründen an, bei der Wahl zum 20. Deutschen Bundestag nicht erneut kandidieren zu wollen.
Von 2011 bis März 2021 war Sascha Raabe zudem Mitglied des Kreistages des Main-Kinzig-Kreises.
Mit der Konstituierung des 20. Deutschen Bundestages am 26. Oktober 2021 endete die insgesamt 25-jährige hauptamtliche politische Laufbahn von Sascha Raabe.
Zu seinen größten politischen Erfolgen zählen seine wesentliche Mitwirkung an der Steigerung des Entwicklungsetats und der Erreichung des 0,7-Prozent-ODA-Zieles sowie sein mitentscheidender Einsatz für die Durchsetzung der EU-Konfliktmineralien-Verordnung und des Lieferkettengesetzes.

## Privates
Sascha Raabe ist katholischer Konfession.